# Club Esportiu Lleida Llista Blava
El Club Esportiu Lleida Llista Blava, també conegut com a Pons Lleida, és una societat esportiva lleidatana dedicada a la pràctica de l'hoquei sobre patins i el patinatge.

## Història
El club fou fundat amb el nom de Lista Azul el 6 d'abril de 1951 per un grup d'amics que havien practicat diferents esports mentre cursaven el batxillerat. Molts d'ells eren, en aquell moment, destacats comerciants de la ciutat. Ramon Barrufet va ser el soci número 1 i el primer president de l'entitat. Posteriorment la presidència passà a Manolo Fregola, al mateix temps que s'inaugurava la pista en un solar que hi havia a la cantonada de l'actual plaça Cervantes amb els carrers Balmes i Joan Baget, que esdevindria l'escenari de la primera temporada federativa del Llista Blava i de l'hoquei lleidatà.
El 1952 la pista de joc es traslladà al Frontó Lleida, a la part baixa de l'avinguda Prat de Riba, amb un aforament de 1.800 localitats. La temporada 1956-1957 l'equip debuta a la Primera Divisió de l'hoquei patins espanyol aconseguint la quarta posició, on es mantindrà fins a la 1959-1960. Només un any després, el 1961, l'equip retornà a la Divisió d'Honor. Aquell mateix any les instal·lacions del Frontó Lleida desapareixien i el Llista Blava es veié obligat a jugar de nou a la pista descoberta del Cervantes, la qual cosa provocà una davallada important en l'assistència de públic als partits. La manca d'incentius i motivacions provocà que l'equip hagués de disputar la promoció de descens i tornés a perdre la categoria.
El 1966 l'equip jugà al velòdrom del Camp d'Esports. Posteriorment, el 1983 el Llista Blava començà a jugar al pavelló cobert de la Bordeta, després de disset anys jugant a la pista descoberta de la carretera d'Osca. El 1993 es va catalanitzar el nom del club i el 1996, amb motiu del 45è aniversari, es va organitzar la primera Gran Patinada de Lleida.
L'any 2000 assolí l'ascens a la Lliga espanyola d'hoquei sobre patins masculina i en les següents temporades es consolidà com un dels equips més destacats, es traslladà a la pista del Pavelló Onze de Setembre i debutà en competició europea a la Copa de la CERS, arribant a jugar la final de l'any 2003, que va perdre davant el Reus Deportiu.
L'any 2005, després d'una temporada nefasta i d'un bon grapat de derrotes a l'esquena, tornà a baixar a primera divisió, abandonant així la Divisió d'Honor, situació a la que cal sumar-hi una balança econòmica deficient. La següent temporada, però, l'equip tornà a ascendir a la Divisió d'Honor després d'acabar a la tercera posició, amb una plantilla completament renovada i un cos tècnic motivat per tal de mantenir la categoria.
La temporada 2007-08, va assolir l'onzena posició de l'OK Lliga i va quedar fora dels play-offs. La temporada 2008-09 va jugar els quarts de final de l'OK Lliga, i fou eliminat pel Barcelona Sorli Discau per 2 partits a 0. A la fase regular havia obtingut la vuitena posició. La temporada 2009-10 va quedar en la catorzena posició i va descendir de categoria. Des de la temporada 2010-11 juga a la primera divisió estatal. La temporada 2011-2012 va aconseguir l'ascens amb un quart lloc, per tant va tornar a l'elit a la temporada 2012-2013.
El 29 d'abril de 2018 aconseguí el seu primer títol europeu en guanyar la Copa de la CERS 2017-18 a l'Óquei Clube de Barcelos. La temporada següent revalidà el títol de la Copa World Skate Europe (antigua Copa de la CERS), després de vèncer el 28 d'abril de 2019 l'equip italià de l'Hockey Sarzana. El juny de 2021 aconseguí de nou i una altra vegada davant l'Hockey Sarzana el seu tercer títol de la Copa World Skate Europe.

## Palmarès
- 3 Copa de la CERS: 2017-18, 2018-19, 2020-21